# Independent Women
Independent Women is een nummer van de Amerikaanse meidengroep Destiny's Child uit 2000. Het is de eerste single van hun derde studioalbum Survivor. Daarnaast staat het nummer ook op de soundtrack van Charlie's Angels.
Het nummer werd wereldwijd een grote hit. In de Amerikaanse Billboard Hot 100 haalde het nummer de eerste positie. In de Nederlandse Top 40 moest het nummer het met een nummer 2-positie en een Alarmschijf doen, en in de Vlaamse Ultratop 50 met 3e plek.

## Tracklist
| Independent Women Part I (Album Version)                   | 3:41 |
| Independent Women Part I (Joe Smooth 200 Proof 2 Step Mix) | 4:17 |
| Independent Women Part I (Maurice's Radio Mix)             | 3:54 |
| Independent Women Part I (Victor Calderone Club Mix)       | 9:36 |